# Honnemaradahalli, Channagiri
Honnemaradahalli là một làng thuộc tehsil Channagiri, huyện Davanagere, bang Karnataka, Ấn Độ.